# Gustav-Adolf von Zangen
Gustav-Adolf von Zangen (Darmstadt, 7 novembre 1892 – Hanau, 1º maggio 1964) è stato un generale tedesco durante la seconda guerra mondiale.

## Biografia

### Formazione
Gustav-Adolf von Zangen nacque il 7 novembre 1892 a Darmstadt, nel Granducato  d'Assia, da una famiglia aristocratica di discendenza svedese; dopo aver conseguito la laurea triennale, si arruolò come cadetto nel Infanterie-Leibregiment "Großherzogin" (3. Großherzoglich Hessisches) Nr. 117, a Magonza, il 24 febbraio 1910. Nel 1911 fu trasferito al 9. Reinhessische Infanterie-Regiment Nr. 160, dove fu promosso tenente il 18 agosto 1912. Divenne comandante di plotone nella 4° compagnia ed in seguito aiutante di campo del 3° battaglione. Il 18 agosto 1912 divenne aiutante di reggimento con il grado di primo tenente.

### Prima guerra mondiale
Durante il corso della prima guerra mondiale, nell'agosto 1914, guidò il suo reggimento sul campo e fu ferito più volte. Nella primavera del 1917 fu promosso aiutante di brigata e poi divenne primo ufficiale di brigata nello stato maggiore della 15° divisione di fanteria.

### Periodo interbellico
Dopo la fine della guerra, il 31 gennaio 1920 fu congedato dall'esercito e si arruolò nella polizia. Durante il suo servizio nelle forze di polizia raggiunse il grado di tenente colonnello e nel 1922 prestò servizio come capitano di polizia e ufficiale nel dipartimento centrale della Schutzpolizei, come responsabile dell'impiego, dell'organizzazione e dell'addestramento della Schutzpolizei. Il 1° agosto 1935, dopo l'espansione della Reichswehr nella Wehrmacht, fu reintegrato nell'esercito e nominato comandante del 2° battaglione dell'Infanterie-Regiment 51. Venne promosso colonnello il 1° marzo 1938 e fu nominato comandante dell'Infanterie-Regiment 88 il 10 novembre 1938.

### Seconda guerra mondiale
Durante la seconda guerra mondiale partecipò con il suo reggimento alla campagna di Francia ed all'operazione Barbarossa, durante la quale, per la sua leadership durante i combattimenti fuori Mosca, gli fu conferita la Croce di Cavaliere della Croce di Ferro. Il 25 dicembre 1941 gli fu affidato il comando della 17. Infanterie-Division, di cui divenne comandante il 1° febbraio 1942; contemporaneamente fu promosso maggiore generale. Il 1° gennaio 1943 fu promosso tenente generale ed il 1° aprile 1943 gli fu assegnato il comando dell'LXXXIV. Armeekorpsil di stanza in Normandia. Nel giugno 1943 fu promosso a General der Infanterie ed il 1° agosto 1943 divenne comandante generale dell'LXXXVII Armeekorps, con il quale, dopo l'uscita dell'Italia dalla guerra, marciò nell'Italia settentrionale, dove divenne comandante dell'Armee-Abteilung von Zangen. Fu poi fu messo a disposizione del feldmaresciallo Albert Kesselring per un incarico speciale: avrebbe dovuto organizzare la difesa del Reich nel sud e organizzare la costruzione di fortezze. Il 20 agosto 1944 divenne comandante della 15. Armee sul fronte occidentale e gli fu assegnato il compito di guidare l'armata oltre la Schelda, difendendo l'estuario del fiume ed il porto di Anversa per due mesi. Nell'aprile del 1945 l'armata fu annientata nella sacca della Ruhr e von Zangen fu fatto prigioniero dagli americani. Venne rilasciato nel 1948 e tornò ad Hanau, dove morì il 1° maggio 1964.